# 무쓰우라역
무쓰우라역(일본어: 六浦駅、むつうらえき)
(영어: Mutsuura Station)은 일본 가나가와현 요코하마시 가나자와구에 있는 철도역이다. 요코하마 시의 최남단에 위치한 역이다. 역 번호는 KK51이다.

## 역 구조
유효장 8량 편성의 상대식 승강장 2면 2선의 지상역. 승강장과 중앙광장 사이에는 휠체어 이용이 가능한 에스컬레이터와 엘리베이터가 상하 1개씩 설치되어 있다. 진무지 쪽에 교상역사를 갖고, 선로의 북쪽으로는 서쪽 출입구, 남쪽으로는 동쪽 출입구가 설치되어 각각의 출구와 중앙광장 사이를 연결하는 엘리베이터가 설치되어 있다.
유인역으로, 자동개찰기·자동매표기 2대·자동정산기가 설치되어 있다. 개찰구 내에 화장실이 있고, 다기능 화장실도 있다.
상행선은 종합 차량 제작소 요코하마 사업소로부터 동일본 여객철도 요코스카 선의 즈시역까지 회송열차를 연결하기 위해 듀얼 게이지 궤도가 된다. 이는 도큐 차량제조에 연락하기 위한 선로이다. 2011년 10월까지 직선 승강장이면서 정차 차량과의 틈새 사이가 27cm로 되어 있었기 때문에, 하행 승강장에서 열차를 기다리는 승객에 대한 주의 표시가 설치되어 열차 내에서도 차장이 주의 환기를 실시하였지만, 동년 승강장 개량 공사를 하여 틈새를 8cm로 줄였기 때문에, 주의 환기는 하지 않는다. 이에 선로공사도 시행되어 가나자와핫케이 방면과 진무지 방면에 분기기가 신설되었다.
| 1 ■ 즈시 선 | 즈시·하야마 방면                      |
| 2 ■ 즈시 선 | 가나자와핫케이·요코하마·시나가와 방면 |

## 역세권 정보
역 주변에는 주택지가 주로 분포되어 있다. 역 주변은 도로 폭이 좁고, 택시 승강장도 설치되어 있지 않다. 역 서쪽 입구 앞에는 버스승강장도 설치되어 있지 않다. 역의 서쪽으로 즈시 선은 요코하마 ~ 요코스카 도로의 고가를 빠져나가고 있다.
- 우라가 역전 우체국
- 요코하마 시 소방국 가나자와 소방서

## 역사
- 1943년 2월 15일: 도쿄 급행 전철의 해군 전용역으로 영업 개시.
- 1948년 6월 1일: 게이힌 급행 전철의 역으로 됨.
- 1970년 7월: 교상역사 사용 개시.
- 1999년 7월 31일: 시간표 개정으로 게이큐 가마타 ~ 신즈시 간 급행 폐지함.
- 2010년 5월 16일: 다이어 개정이 실시되어 에어포트 급행의 정차역이 됨.

## 사진

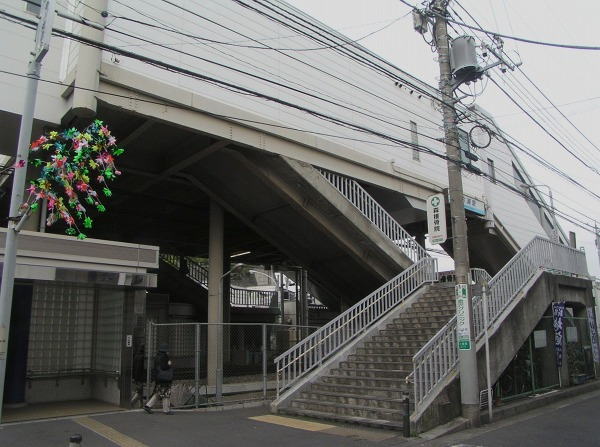
동쪽 출입구

## 인접역
| 게이힌 급행 전철 ■ 즈시 선        | 게이힌 급행 전철 ■ 즈시 선    | 게이힌 급행 전철 ■ 즈시 선   |
| --------------------------------- | ----------------------------- | ---------------------------- |
| KK50 가나자와핫케이 시나가와 방면 | ■ 특급 ■ 에어포트 급행 ■ 보통 | 진무지 KK52 즈시·하야마 방면 |